# 达州金垭机场
達州金垭机场是一座位於中國四川省达州市达川区的機場，屬於4C級民用機場。2022年5月18日，达州河市机场关闭，达州金垭机场于5月19日通航。 2023年，達州金埡機場的旅客流量為1,073,078人次，在中國機場排名第97位。

## 机场历史
- 2013年8月30日，《达州机场迁建工程选址报告》获得中国民用航空局批复。
- 2015年8月12日，达州机场迁建工程获得国务院和中央军委立项批复。
- 2016年10月31日，達州金垭机场开工建设。
- 2020年6月，達州金垭机场正式命名。
- 2022年4月21日，达州金垭机场完成试飞。
- 2022年5月18日，達州金垭机场正式开航。

## 机场概况
达州金垭机场位于达川区百节镇、石板街道和金垭镇交界处，距离达州市主城区通川区约25公里，是川东北最大的民用机场。航空区设有16个停机位。

## 航空公司與航點
2022年夏秋航季
| 航空公司           | 目的地                            |
| ------------------ | --------------------------------- |
| 中国国际航空（CA） | 北京/首都、广州、昆明、深圳、珠海 |
| 四川航空（3U）     | 成都/双流、泉州                   |
| 西藏航空（TV）     | 拉萨、杭州、大理                  |
| 多彩贵州航空（GY） | 海口、贵阳、郑州                  |
| 华夏航空（G5）     | 西安、南宁、长沙                  |
| 中国东方航空（MU） | 上海/浦东                         |
| 中国南方航空（CZ） | 广州                              |